# Warszawa-Frédéric Chopins flygplats
Warszawa-Frédéric Chopins flygplats (polska: Port Lotniczy im. Fryderyka Chopina) är en internationell flygplats i Okęcie, Warszawa, Polen. Även kallad Warszawa-Okęcie eller bara Okęcie. Frédéric Chopin-flygplatsen är Polens största flygplats. Flygplatsen är uppkallade efter kompositören Frédéric Chopin.

## Kommunikationer
Flygplatsen ligger ca 8 km från centrum och trafikeras av buss nummer 148, 175 och 188 och nattbuss nummer N32 samt av regionala och snabba tåg.
Om du föredrar att ta en taxi rekommenderar flygplatsens ledning tre registrerade taxibolag: ELE SKY TAXI, Super Taxi och Sawa TAXI.
Bland flygbolagen som opererar på flygplatsen finns till exempel: Aer Lingus, Air France, Alitalia, Austrian Airlines, British Airways, Czech Airlines, Finnair, Norwegian Air Shuttle, KLM och LOT Polish Airlines.